# Kiwity (gemeente)
De gemeente Kiwity is een landgemeente in het Poolse woiwodschap Ermland-Mazurië, in powiat Lidzbarski.
De zetel van de gemeente is in Kiwity.
Op 30 juni 2004 telde de gemeente 3512 inwoners.

## Oppervlakte gegevens
In 2002 bedroeg de totale oppervlakte van gemeente Kiwity 145,38 km², waarvan:
- agrarisch gebied: 74%
- bossen: 14%

De gemeente beslaat 15,73% van de totale oppervlakte van de powiat.

## Demografie
Stand op 30 juni 2004:
| Omschrijving                   | Totaal | Totaal | Vrouwen | Vrouwen | Mannen | Mannen |
| ------------------------------ | ------ | ------ | ------- | ------- | ------ | ------ |
| eenheid                        | aantal | %      | aantal  | %       | aantal | %      |
| inwoners                       | 3512   | 100    | 1680    | 47,8    | 1832   | 52,2   |
| bevolkingsdichtheid (inw./km²) | 24,2   | 24,2   | 11,6    | 11,6    | 12,6   | 12,6   |

In 2002 bedroeg het gemiddelde inkomen per inwoner 1512,45 zł.

## Administratieve plaatsen (sołectwo)
Bartniki, Czarny Kierz, Kiersnowo, Kierwiny, Kiwity, Klejdyty, Klutajny, Kobiela, Konity, Krekole, Maków, Napraty, Połapin, Rokitnik, Samolubie, Stoczek, Tolniki Wielkie, Żegoty.

## Aangrenzende gemeenten
Bartoszyce, Bisztynek, Jeziorany, Lidzbark Warmiński